# Утьос-Карасан
Утьос-Карасан — парк-пам'ятка садово-паркового мистецтва загальнодержавного значення, розташований на південному узбережжі Криму на території Алуштинської міськради. Площа — 23 га. Землекористувач — Міністерство екології та природних ресурсів Республіки Крим.
Згідно з Розпорядженням Ради Міністрів Республіки Крим від 5 лютого 2015 року № 69-р Про затвердження Переліку особливо охоронюваних природних територій регіонального значення Республіки Крим даний об'єкт є парк-пам'ятка садово-паркового мистецтва регіонального значення.

## Історія
Парку присвоєне статус пам'ятки садово-паркового мистецтва Постановою Кабінету Міністрів УРСР від 29.01.1960 № 105.

## Опис
Парк розташований біля узбережжя Чорного моря між смт Партеніт і мисом Плака. Складається з Карасанський парку і парку санаторію «Утьос». Парк санаторію «Утьос» закладений у 1813—1814 роках, площею 7,68 га, а Карасанський парк — 1820 року, площею 18 га. Обидва були засновані російським воєначальником Михайлом Бороздіним. У Карасані розташований палац Раєвських, на мисі Плака — палац княгині Гагаріної, де зараз розташовані адміністративні корпуси санаторіїв відповідно Карасан та Утьос. Вони мають статус пам'яток архітектури і також охороняються законом.
Мис Плака, який безпосередньо примикає до парку санаторію «Утьос», охоплює однойменну комплексну пам'ятку природи місцевого значення, засновану 15 лютого 1964 року площею 5 га.
Найближчий населений пункт — Партеніт і Утьос, місто — Алушта.

## Природа
Карасанський парк нараховує 220 видів рослин дерев і чагарників. Особливістю парку є принцип насадження дерев за однорідністю їхніх порід в окремі групи. Тут розташований віковий гай італійських піній.